# Gil Birmingham
Gil Birmingham (San Antonio, Texas; 13 de julio de 1953) es un actor de cine y televisión estadounidense. Es conocido por sus papeles como el presidente tribal Thomas Rainwater en la serie de Paramount Network Yellowstone (2018-2024), George Hunter en Banshee (2014), Virgil White en Unbreakable Kimmy Schmidt (2015-2017) y Billy Black en la serie de películas The Twilight Saga (2008-2012).

## Biografía
Birmingham nació en San Antonio, Texas, de padre comanche y madre de ascendencia española. Su familia se mudó con frecuencia durante su infancia debido a la carrera militar de su padre. Birmingham aprendió a tocar la guitarra a temprana edad y considera que la música es su "primer amor".
Después de obtener una Licenciatura en Ciencias de la Escuela de Políticas Públicas, trabajó como ingeniero petroquímico, pero más tarde decidió convertirse en culturista y actor, en 1986.

## Filmografía

### Películas
| Año  | Título                                    | Rol                    |
| ---- | ----------------------------------------- | ---------------------- |
| 1987 | House II: The Second Story                | Guerrero               |
| 2001 | The Doe Boy                               | Manny Deadmarsh        |
| 2002 | Skins                                     | Sonny Yellow Lodge     |
| 2005 | End of the Spear                          | Moipa                  |
| 2007 | Cosmic Radio                              | Tribal Council Leader  |
| 2008 | Turok: Son of Stone                       | Nashoba (voz)          |
| 2008 | No Man's Land: The Rise of Reeker         | Eaglesmith             |
| 2008 | Twilight                                  | Billy Black            |
| 2009 | The Twilight Saga: New Moon               | Billy Black            |
| 2010 | The Twilight Saga: Eclipse                | Billy Black            |
| 2010 | Love Ranch                                | Alguacil Johnny Cortez |
| 2011 | Rango                                     | Wounded Bird (voz)     |
| 2011 | Shouting Secrets                          | Cal Bishnik            |
| 2011 | The Twilight Saga: Breaking Dawn – Part 1 | Billy Black            |
| 2011 | California Indian                         | Charles "Chi" Thomas   |
| 2012 | Crooked Arrows                            | Ben Logan              |
| 2012 | The Twilight Saga: Breaking Dawn – Part 2 | Billy Black            |
| 2013 | The Lone Ranger                           | Red Knee               |
| 2016 | Hell or High Water                        | Alberto Parker         |
| 2017 | Wind River                                | Martin Hanson          |
| 2017 | The Space Between Us                      | Shaman Neka            |
| 2017 | Transformers: The Last Knight             | Jefe Sherman           |
| 2018 | Saint Judy                                | Michael Bowman         |
| 2023 | The Marsh King's Daughter                 | Stephen Pelletier      |
| 2025 | Wind River: The Next Chapter              | Martin Hanson          |

### Televisión
| 1986      | Riptide                     | Policía                             | Episodio: "Chapel of Glass"                  |
| 1987      | Falcon Crest                | Diputado                            | Episodio: "Desperation"                      |
| 1987      | The Legend of Calamity Jane | Voces adicionales                   | 13 episodios                                 |
| 1987      | Buffy the Vampire Slayer    | Hombre peruano                      | Episodio: "Inca Mummy Girl"                  |
| 1987      | Night Man                   | Vargas                              | Episodio: "I Left My Heart in San Francisco" |
| 1987      | Dr. Quinn, Medicine Woman   | Valiente #1                         | Episodio: "Safe Passage"                     |
| 1999      | The Wild Thornberrys        | Papá de Jim                         | Episodio: "Tamper Proof Seal"                |
| 2001      | Family Law                  | Bernard                             | Episodio: "Americans"                        |
| 2001      | V.I.P.                      | Roland                              | Episodio: "Uncle from V.A.L."                |
| 2002      | Gentle Ben                  | Pete                                | Telefilme                                    |
| 2002      | Body & Soul                 | Oz                                  | recurrente, 8 episodios                      |
| 2003      | Gentle Ben 2                | Pete                                | Telefilme                                    |
| 2003      | The Lone Ranger             | One Horn                            |                                              |
| 2003      | Dreamkeeper                 | Sam                                 | Telefilme                                    |
| 2005      | Medical Investigation       | Walter Shephard                     | Episodio: "Tribe"                            |
| 2005      | Into the West               | Older Dogstar                       | miniserie, 4 episodios                       |
| 2005      | Love's Long Journey         | Sharp Claw                          | Telefilme                                    |
| 2006      | Charmed                     | jefe indio                          | Episodio: "Payback's a Witch"                |
| 2006      | Veronica Mars               | Leonard Lobo                        | 2 episodios                                  |
| 2009      | Nip/Tuck                    | Chamán                              | Episodio: "Budi Sabri"                       |
| 2009      | 10 Items or Less            | John Greene                         | Episodio: "Dances with Groceries"            |
| 2010      | Castle                      | Cacaw Te                            | Episodio: "Wrapped Up in Death"              |
| 2010      | The Mentalist               | Markham Willis                      | Episodio: "Aingavite Baa"                    |
| 2012      | The Lying Game              | Ben Whitehorse                      | 3 episodios                                  |
| 2012      | Wilfred                     | Red Wolf                            | Episodio: "Questions"                        |
| 2012      | Vegas                       | Don Simmons                         | 2 episodios                                  |
| 2014      | Banshee                     | George Hunter                       | 5 episodios                                  |
| 2014      | House of Cards              | Daniel Lanagin                      | 4 episodios                                  |
| 2015–2017 | Unbreakable Kimmy Schmidt   | Virgil White                        | 7 episodios                                  |
| 2016      | Dr. Del                     | Crow                                | Telefilme                                    |
| 2017      | Animal Kingdom              | Pearce                              | Episodio: "Betrayal"                         |
| 2018      | Siren                       | Alguacil Dale Bishop                | 12 episodios                                 |
| 2018-2024 | Yellowstone                 | Thomas Rainwater                    | Serie; 5 temporadas                          |
| 2019      | NCIS: Los Angeles           | Capitán de la Marina Steven Douglas | Último episodio                              |
| 2022      | Under the Banner of Heaven  | Bill Tava                           | miniserie, 7 episodios                       |

### Videojuegos
| Año  | Título                          | Papel            |
| ---- | ------------------------------- | ---------------- |
| 1999 | Command & Conquer: Tiberian Sun | Ghostalker (voz) |